# Анатомія птахів

Зовнішня анатомія типового птаха: 1 дзьоб, 2 голова, 3 райдужка, 4 зіниця, 5 мантія, 6 малі криючі крила, 7 крило, 8 криючі другорядних махових, 9 криючі першорядних махових, 10 надхвістя, 11 першорядні махові, 12 підхвістя, 13 стегно, 14 гомілково-тарзальні зчленування, 15 цівка, 16 пальці, 17 гомілка, 18 черево, 19 боки, 20 груди, 21 горло, 22 «вуса»

Анатомія птахів — фізіологічна структура тіла птахів, що характеризується унікальними адаптаціями, перш за все призначеними для польоту. Птахи розвинули легкий скелет та легку, але потужну м'язову систему, системи кровообігу і дихання, пристосовані до високого метаболічного рівня та високої швидкості постачання кисню, що дозволяють птахам літати. Розвиток дзьоба також призвів до утворення характерної травної системи. Всі ці анатомічні спеціалізації призвели до виділення птахів у традиційних і все ще поширених системах класифікації до окремого класу хребетних.

## Дихальна система
Через високий рівень метаболізму, потрібний для польоту, птахам потрібен високий рівень постачання кисню. Через це  розвиток ефективної дихальної системи відбувся одночасно з еволюцією польоту в птахів. Птахи забезпечують постачання повітря до легенів за допомогою повітряних мішків, унікальних для птахів та, можливо, динозаврів. Ці мішки не грають прямої ролі в газообміні, проте зберігають повітря і діють подібно до міхів, дозволяючи легеням отримувати постійний потік повітря.

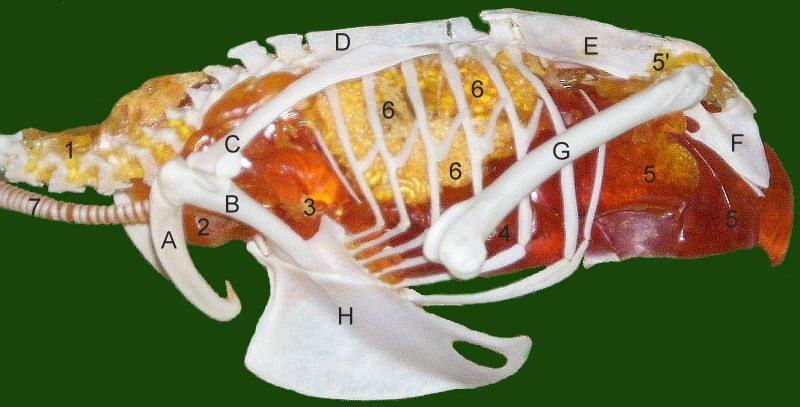
Система циркуляції повітря звичайного боривітра. Потік повітря завжди відбувається зліва (з постеріорного кінця) направо через легені як протягом вдоху, так і протягом видоху. 1 шийний повітряний мішок, 2 ключичний повітряний мішок, 3 черепний thoracal, 4 хвостово-грудний повітряний мішок, 5 черевний повітряний мішок, 6 легені, 7 трахея.

У птахів за дихання відповідають три окремих групи повітряних мішків: передні повітряні мішки (ключичний, шийні і передні грудні), легені і задні повітряні мішки (задні грудні та черевні). Передні та задні повітряні мішки (всього зазвичай дев'ять) розширюються під час вдиху. Повітря потрапляє до тіла птаха через трахею: половина потрапляє до задніх повітряних мішків, а половина проходить через легені та потрапляє до передніх повітряних мішків. Під час видиху мішки стискаються, при цьому повітря з передніх повітряних мішків виходить прямо через трахею, а повітря із задніх спочатку проходить через легені.

Потік повітря через легені під час вдиху і видиху

Через те, що свіже повітря проходить через легені завжди в одному напрямку, у них не відбувається змішування багатого та бідного на кисень (і багатого на вуглекислий газ) повітря, як це відбувається в легенях ссавців. В результаті парціальний тиск кисню в легенях птахів такий же, як і в навколишньому середовищі, що дозволяє постачати кисень ефективніше, ніж це відбувається у ссавців.
На відміну від легенів ссавців, легені птахів не мають альвеол, проте містять мільйони тонких проток — парабронхів, що сполучаються з дорсобронхами та вентобронхами. Повітря потрапляє через стінки парабронхів до газових везикул, атріїв, через радіальні виступи на поверхні парабронхів. Отриманий кисень потрапляє до капілярів, де за допомогою дифузії і відбувається газообмін.
Також, на відміну від ссавців, птахи не мають діафрагми. Вся порожнина тіла працює як міхи, проштовхуючи повітря через легені. Активною фазою дихання птахів є видих, що вимагає найбільших м'язових зусиль.
Звукові сигнали утворюються в тілі птахів в сиринксі, розташованому біля основи трахеї. Як і у євстахієвій трубі ссавців, звук в сиринксі виникає за рахунок вібрації повітря, що протікає через цей орган. Сиринкс дозволяє деяким видам птахів видавати дуже складні набори звуків, зокрема повторювати мову людини. У багатьох співочих птахів євстахієва труба здатна виробляти більш ніж один головний звук одночасно.

## Кровоносна система
Птахи мають чотирикамерне серце, подібно до людини, більшості ссавців та деяких плазунів (зокрема крокодилів). Ця адаптація дозволяє ефективне постачання продуктів харчування та кисню до всіх тканин тіла, забезпечуючи високий рівень активності. Серце птахів, особливо маленьких, відрізняється високою частотою серцевого ритму, так серце червоногорлого колібрі б'ється з частотою 1200 ударів за хвилину (20 ударів за секунду).
Також кровоносна система має два кола кровообігу. Артеріальна і венозна кров не змішується.

## Травна система
Багато птахів мають у розширенні стравоходу м'язову кишеню, так зване воло. Воло призначене як для пом'якшення їжі, так і для регулювання травлення через уповільнення постачання їжі до шлунку. Розмір та форма вола досить сильно відрізняються між видами птахів. Члени ряду голубоподібних, такі як голуби, здатні виділяти їстівне голубине або волове молоко, яким вони годують пташенят. Птахи також мають другий шлунок (пупець), оточений чотирма м'язовими стрічками, здатними обертати та розтирати їжу, пересуваючи її з одної частини другого шлунку до іншої. Другий шлунок деяких видів містить невеликі шматочки гравію та дрібного каміння, яке ці птахи заковтують для допомоги травленню, і яке виконує функцію зубів ссавців та плазунів. Використання другого шлунка однаково у птахів та динозаврів, в скам'янілостях яких залишилося каміння, так званий гастороліт.

### Пиття води
Існують чотири способи, якими птахи можуть пити воду.
Більшість птахів нездатні заковтувати воду «всмоктуванням» за допомогою перистальтичного руху стінок стравоходу (як це роблять ссавці), та п'ють періодично наповнюючи дзьоби та піднімаючи голови угору, надаючи можливість воді стекти за допомогою сили тяжіння. Відомим винятком з цього правилу є більшість представників рядів голубоподібних та рябкоподібних та деякі представники інших груп.
На додаток, птахи, що спеціалізуються на харчуванні нектаром, такі як нектарницеві та колібрі, п'ють, використовуючи довгий шорсткий язик, який вони багаторазово змочують у воді, а папугові хлебчуть воду, захоплюючи її язиком.

## Скелетна система

Стилізований скелет голуба:
1. череп
2. шийні хребці
3. вилочка
4. коракоїд
5. гачкоподібні відростки ребер
6. кіль
7. колінна чашечка
8. цівка
9. пальці
10. велика гомілкова кістка (тибіотарсус)
11. мала гомілкова кістка (тибіотарсус)
12. стегно
13. сіднична кістка (тазова кістка)
14. лобкова кістка (тазова кістка)
15. клубова кістка (тазова кістка)
16. хвостові хребці
17. пігостиль
18. складний криж
19. лопатка
20. поперекові хребці
21. плечова кістка
22. ліктьова кістка
23. променева кістка
24. зап'ястя
25. п'ясть
26. пальці
27. крильце

### Особливості
Скелет птахів значно адаптований до польоту. Він дуже легкий, проте достатньо міцний для напружень, що виникають при зльоті, польоті та приземленні. Однією з адаптацій є злиття деяких груп кісток у єдині структури, такі як пігостиль. Через це птахи зазвичай мають менше кісток, ніж сухопутні хребетні. Птахи також не мають зубів або навіть дійсних щелеп, які замінені дзьобом, що має набагато меншу масу. Дзьоби багатьох молодих птахів мають відросток, так званий яйцевий зуб, що допомагає пташеняті вибратися з яйця.
Багато кісток птахів порожні або мають хрестоподібні розпорки для підсилення структури. Число порожніх кісток сильно варіює від виду до виду, хоча великі ширяючі птахи зазвичай мають найбільшу їх кількість. Часто порожнини кісток зв'язані з повітряними мішками, збільшуючи їхній об'єм. Деякі нелітаючі птахи, такі як пінгвіни та страуси, мають виключно суцільні кістки, вказуючи на зв'язок порожніх кісток з польотом.
Птахи також мають більше шийних хребців, ніж будь-які інші тварини, в результаті більшість птахів мають дуже гнучку шию, що містить 11-25 хребців. Також серед всіх хребетних лише птахи можуть мати злиту складну ключицю (так звану вилочку) і грудину з кілем. Кіль виконує функцію місця прикріплення м'язів, що використовуються для польоту, або, у випадку пінгвінів, плавання. Нелітаючі птахи, такі як страуси, що не мають високорозвинутих грудних м'язів, не мають і чітко вираженого кіля на грудині. Також слід відзначити, що плаваючі птахи мають широку грудину, бігаючі птахи мають довгу (або високу) грудину, а грудина літаючих птахів має приблизно однакові довжину та ширину.
На  ребрах птахи мають гачкоподібні вирости. Вони призначені для підсилення грудної клітки, перекриваючись із ребрами позаду них. Такі ж структури знайдені й у гатерії. Також птахи мають дуже витягнутий таз, як у деяких плазунів. Їх задні кінцівки мають міжпередплюсневі суглоби, також знайдені у деяких плазунів. Хребці тіла в значній мірі злиті з між собою та з кістками грудного поясу. Череп характерний для діапсид, має єдине потиличне з'єднання.

### Склад скелету

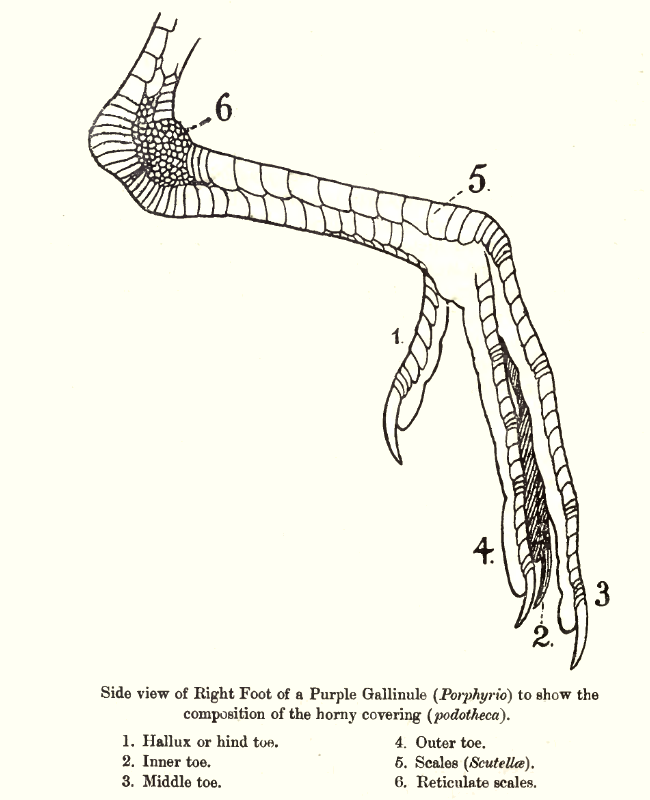
Розчленування та структура ноги

Типи пташиних ніг

Череп птахів складається з п'яти головних кісток: лобної кістки (верхня частина голови), тім'яної кістки (задня частина голови), предщелепної та носової кісток (безпосередньо над дзьобом) і нижньощелепної кістки (безпосередньо під дзьобом). Череп більшості птахів важить близько 1 % від повної маси тіла.
Хребет складається з хребців та поділяється на три частини: шийної (13-16 хребців); складного крижа (що утворюється в результаті зростання хребців спини та тазових кісток), та пігостилю (хвіст).
Пояс передніх кінцівок складаються з вилочки, коракоїда та лопатки. Боки грудей сформовані ребрами, що сходяться разом у грудини (середній лінії грудей).
Плечова кістка сполучається з променевою кісткою і ліктьовою кісткою, що формує лікоть. Зап'ястя і п'ястя формують «кисть» птахів, кістки пальців якої злиті разом. Кістки крила дуже легкі, що полегшує політ.
Пояс задніх кінцівок складаються з тазових кісток і включають три головні кістки: illium (клубова кістка), сідничну кістку (бокові частини стегна) і лобкову кістку (передня частина стегна). Всі ці кістки злиті у одну (безіменну кістку). Безіменні кістки еволюційно важливі через те, що вони дозволяють птахам відкладати яйця. Ці кістки сходяться разом у вертлюжній западині, де з'єднуються зі стегновою кісткою, першою кісткою задньої кінцівки.
Головною кісткою верхньої частини ноги є стегнова кістка. У колінному суглобі стегнова кістка сполучається з тибіотарсусом (гомілкою) і малою гомілковою кісткою (на бічній стороні ноги). Злиті плесно і передплесно (плеснопередслесно) формують верхню частину ступні, до якої прикріплені кістки пальців. Кістки ніг птахів найважчі, що приводить до низького центра маси тіла та допомагає польоту. Проте загалом скелет становить лише 5 % від повної маси тіла.
За розташуванням пальців ноги птахів класифікуються як анісодактильні, зигодактильні, гетеродактильні, синдактильні та памподактильні.

## М'язова система

Надкоракоїдні м'язи підіймають крило між потужнішим низхідним рухом грудних м'язів

Більшість птахів мають приблизно 175 різних м'язів, що переважно контролюють крила, шкіру і ноги. Найбільшими м'язами птаха є грудні м'язи, що контролюють крила та складають близько 15 — 25 % маси тіла літаючих птахів. Ці м'язи забезпечують силу, необхідну для польоту. М'язи, розташовані під грудними (вентрально) називаються надкоракоїдними, вони використовуються для підйому крил між помахами та складають ще близько 10 % маси тіла птаха.
М'язи шкіри допомагають птаху літати, налаштовуючи положення пір'я, прикріпленого до цих м'язів, що допомагає маневрувати.
В тулубі та хвостовій частині птаха знаходяться лише кілька м'язів, проте вони достатньо сильні та важливі для птаха. Зокрема, м'язи пігостиля контролюють рух хвоста та його пір'я. Розправлене пір'я збільшує поверхню хвоста і допомагає птаху утриматися в повітрі.

## Голова

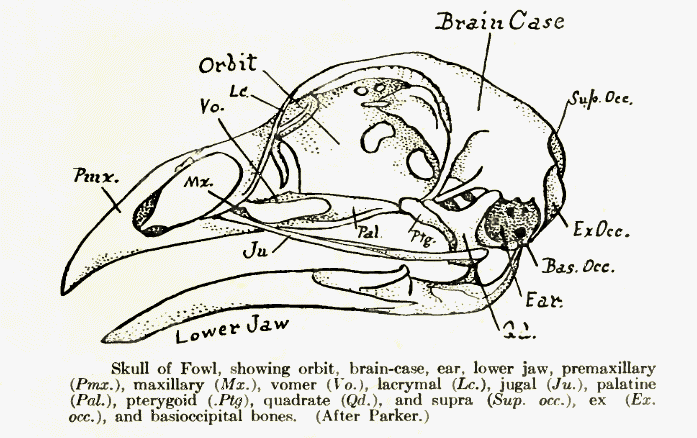
Череп птаха

Птахи зазвичай володіють дуже гострим зором, особливо хижі птахи, що мають роздільну здатність у вісім разів кращу ніж у людини — що пояснюється більш високою щільністю фоторецепторів у сітківці (до 1 млн на мм² у справжніх канюків, порівняно з 200 тис. у людини), більшим числом волокон оптичного нерву, додатковим набором м'язів ока, відсутніх у інших тварин, та, в деяких випадках, чітко виражена центральна ямка, що збільшує центральну частину поля зору. Багато видів птахів, зокрема колібрі і альбатросових, мають по дві центральні ямки я кожному оці. Також багато птахів здатні розпізнавати поляризацію світла. Зазвичай око займає велику частину черепа та оточене склеротичним кільцем, що складається з маленьких кісток. Подібна будова ока також характерна для багатьох плазунів.
Дзьоби багатьох прибережних птахів мають тільця Гербста, що допомагають ним розпізнавати здобич, сховану під вологим піском, за рахунок розпізнавання відмінностей тиску води. Вся сучасні птахи можуть рухати частини верхньої щелепи відносно основи черепа. Проте, цей рух найпомітніший лише у деяких птахів, зокрема папуг.
Птахи також характеризуються великим відношенням маси мозку до маси тіла, що відповідає за відносну розумність птахів та їх складну поведінку.
Ділянка між оком та дзьобом називається вуздечкою. Ця ділянка часто вільна від пір'я, а шкіра на її поверхні може бути забарвлена, як це відбувається у багатьох видів родини баланових.

## Розмноження

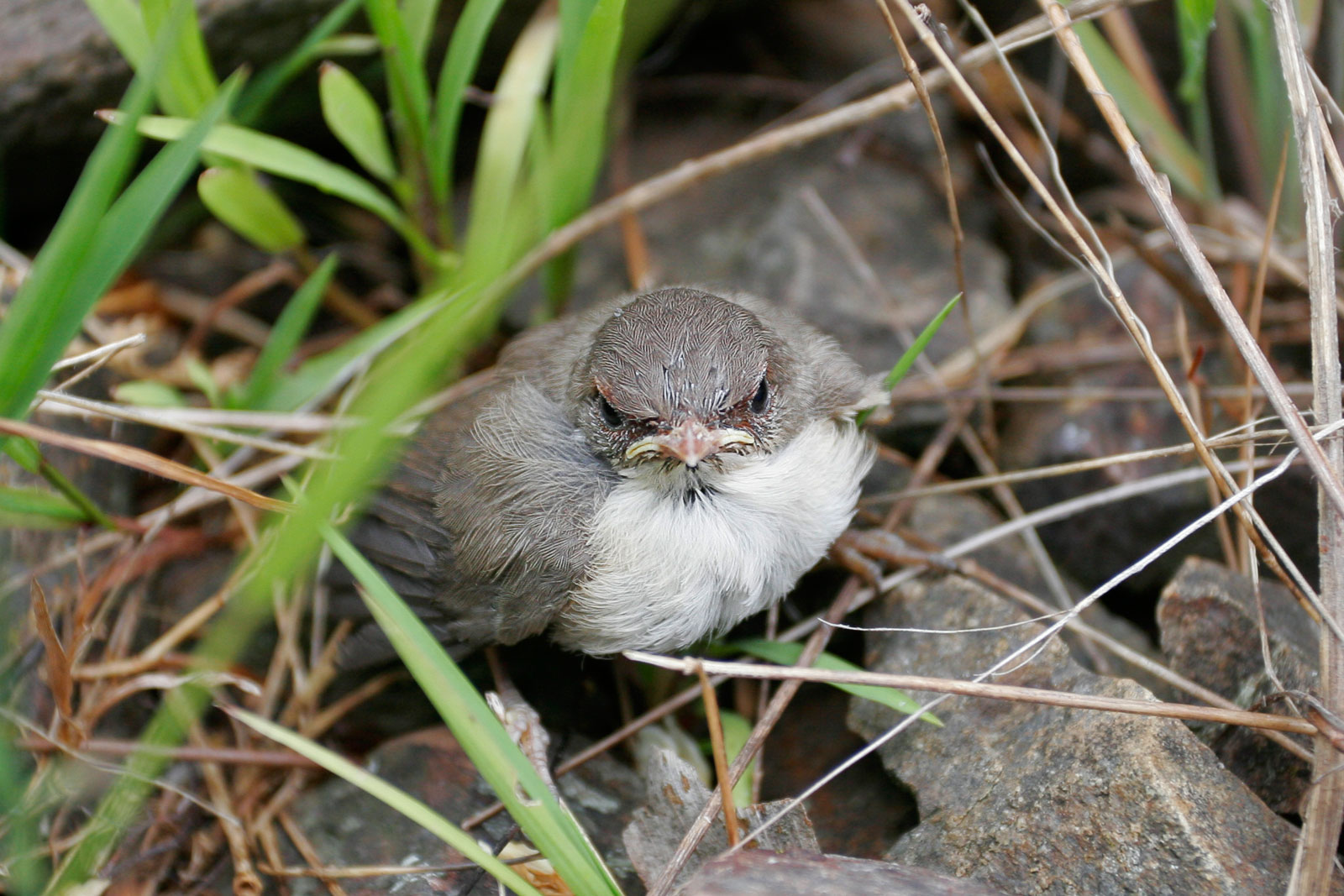
Пташеня

Хоча більшість птахів не мають зовнішніх статевих органів, самець має два сім'яника, що збільшуються у сотні разів під час шлюбного сезону, коли вони починають виробляти сперму. Яєчники самок також збільшуються у розмірі, хоча зазвичай лише лівий яєчник має повну функціональність. Але якщо лівий яєчник пошкоджується з результаті хвороби або інших проблем, правий яєчник може взяти на себе його функцію. Якщо ж він не здатний відновити функцію, самки деяких видів птахів можуть розвинути вторинні статеві ознаки самців, а інколи навіть зміну у голосі.
Більшість видів птахів не мають статевого члена, у них сперма до спаровування зберігається в сім'яних клубочках в межах опуклості клоаки. Під час спаровування самка відхиляє свій хвіст убік, а самець сідає на самку зверху, розташовується спереду (у Notiomystis cincta) або іншим чином присувається дуже близько до неї. Клоаки птахів торкаються таким чином, що сперма може потрапити до статевого тракту самки. Зазвичай це трапляється швидко, часто за менш ніж пів секунди.
У тілі самки сперма зберігається у призначених для цього трубках, де вона може знаходитися від тижня до року, залежно від виду. Кожне яйце запліднюється окремо, коли воно залишає яєчник, але перед відкладанням. Після відкладення яйце продовжує розвиток вже за межами тіла самки.

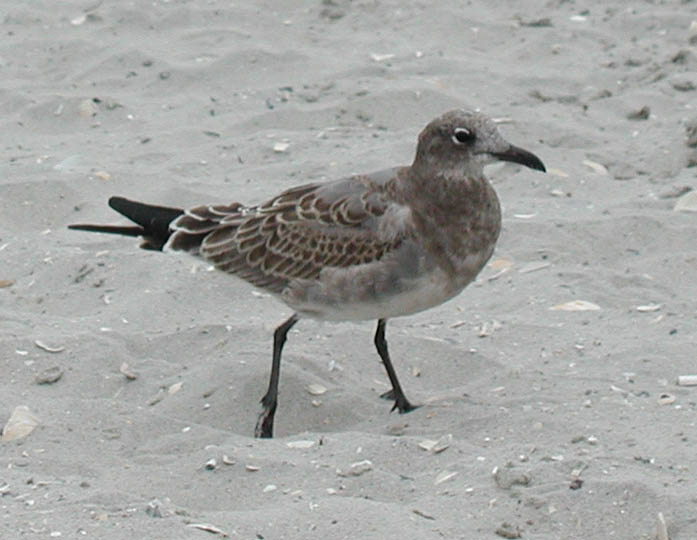
Молодий Leucophaeus atricilla

Багато водоплавних птахів та деякі інші види, такі як страус та індичка, мають статевий член. Поза часом спаровування він схований у проктодеумі, відділі клоаки.
Після насиджування яєць та вилуплення пташенят, батьки забезпечують їх різним ступенем догляду та захисту. Виводкові птахи здатні доглядати за собою майже самостійно вже через кілька хвилин після вилуплення. Пташенята багатьох птахів, що гніздяться на землі, таких як фазанові та прибережні птахи, часто здатні бігати практично одразу після вилуплення. На відміну від них, пташенята гніздових птахів безпомічні після вилуплення, сліпі та голі, вони вимагають значних зусиль батьків з догляду за ними. Зокрема, до цієї групи відносяться птахи, що гніздяться в дуплах.
Деякі птахи, такі як голуби, гусаки і японський журавель, створюють пари на все життя і здатні виводити пташенят протягом всього року, без чітко виділеного шлюбного сезону.

## Луски
Луски птахів складаються з того ж самого позаклітинного кератину, як і дзьоби, кігті та шпори. Вони знайдені головним чином на пальцях та в основах ніг, але інколи можуть знаходитися і вище, до щиколотки у деяких птахів. Луски більшості птахів практично не перекриваються, за винятком лусок зимородків і дятлів. Вважається, що луски птахів гомологічні лускам плазунів та ссавців.
Ембріони птахів починають розвиток з утворення гладкої шкіри. Проте пізніше зовнішній шар шкіри ніг, роговий шар, може кератинизуватися, потовщитися та утворити луски. Ці луски можуть бути організовані у кілька типів структур:
1. Cancella — маленькі луски, що являють собою лише незначне потовщення шкіри та утворення жолобків на її поверхні.
2. Reticula — маленькі, але чіткі та окремі луски. Знайдені на внутрішньому та зовнішньому боках плесна.
3. Scutella — луски середнього розміру, знайдені на задній частині плесна.
4. Scute — найбільші за розміром луски, зазвичай на передній стороні плесна та задній стороні пальців.

На ногах деяких птахів луски перемежаються пір'ям. Цибулини пір'я можуть знаходитися між лусками або безпосередньо під ними, в глибших шарах шкіри. В цьому разі пір'я може виходити назовні крізь луски.